# Tonga 0–22 Austrália (2001)
As seleções nacionais de futebol de Tonga e da Austrália se enfrentaram no dia 9 de abril de 2001, em uma partida válida pelas eliminatórias da Copa do Mundo de 2002. Disputado no International Sports Stadium, localizado na cidade de Coffs Harbour (com mando dos tonganeses), o jogo terminou em 22 a 0 para os Socceroos, com John Aloisi fazendo 6 gols. Este confronto bateu 2 recordes: a maior goleada de uma seleção até então, superando a vitória por 20 a 0 do Kuwait sobre o Butão pelas eliminatórias da Copa da Ásia de 2000 e também o de maior placar na história das eliminatórias da Copa do Mundo (Irã 19–0 Guam, 5 meses antes). O recorde, no entanto, só durou 2 dias, quando a mesma Seleção Australiana fez 31 a 0 sobre a Samoa Americana, também em Coffs Harbour.
Além de Aloisi, Damian Mori e Kevin Muscat foram os jogadores com mais de 3 gols na partida.

## Cenário
A primeira tentativa da Oceania de classificar as suas seleções para a Copa do Mundo FIFA aconteceu no ano de 1966, quando a Austrália acabou sendo derrotada pela Coreia do Norte por 9-2 no placar agregado. Nas eliminatórias subsequentes, as equipes do continente disputaram a vaga juntamente com as da Ásia, até que uma fase de classificação para a Confederação de Futebol da Oceania foi introduzida em 1986.[carece de fontes?] Já nas eliminatórias da Oceania para a Copa do Mundo de 2002, dez equipes participaram do torneio de eliminatórias. Elas foram divididas em duas chaves com cinco seleções cada, sendo que todas se enfrentavam, e os dois líderes de cada grupo disputavam uma final no formato de ida e volta. O vencedor das eliminatórias da Oceania então avançou para um mata-mata na fase internacional contra o quinto melhor colocado da América do Sul para então finalmente entrar na fase de grupos da Copa do Mundo. As seleções da Austrália e de Tonga estavam localizadas no Grupo 1, juntamente com Fiji, Samoa e Samoa Americana. Todas as partidas foram disputadas na cidade de Coffs Harbour, na Austrália, em abril de 2001. Para o técnico australiano Frank Farina, a qualidade do campo foi decisiva para a escolha do estádio.
A Austrália, juntamente com a Nova Zelândia, eram as seleções da área da Oceania mais fortes em termos técnicos e em questão de títulos. Ambas as equipes foram as únicas a vencerem a Copa das Nações da OFC e a se classificarem para a fase de grupos da Copa do Mundo; até esta data, a Austrália havia conseguido a classificação em 1974 e a Nova Zelândia em 1982. Tonga, que filiou-se à FIFA apenas em 1994, possuía um time formado por jogadores que atuavam somente no campeonato nacional, ao contrário dos australianos, embora tivesse vencido o grupo da Polinésia nas elimintorias da Copa de 1998. Antes desta partida, a Austrália estava colocada na 75ª posição no Ranking Mundial da FIFA, enquanto os tonganeses ocupavam o 185º lugar. Antes da partida contra a Austrália, Tonga havia vencido a seleção de Samoa por 1-0.

## Resumo da partida

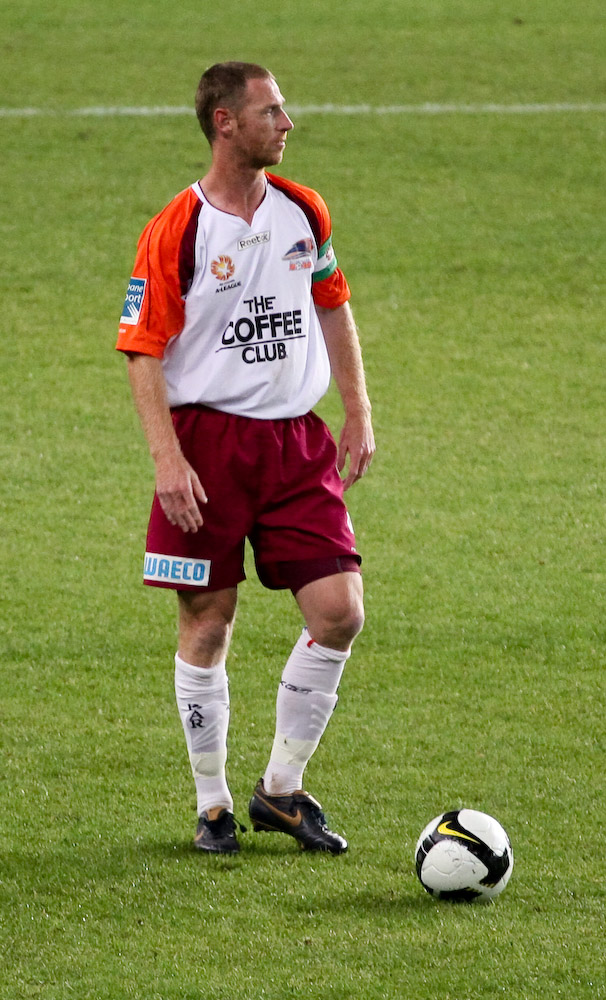
O zagueiro Craig Moore, um dos 8 jogadores que atuavam na Europa a disputar o jogo.

Em janeiro de 2001, Frank Farina sugeriu que sua seleção jogaria com o elenco dividido com jogadores que atuavam na Europa e também em times locais. Como as eliminatórias ocorriam no meio da temporada europeia, vários times apelaram à FIFA para que a Austrália não usasse os jogadores que atuavam no "Velho Continente", e o então presidente da Federação Australiana de Futebol, Tony Labbozzetta, concordou inicialmente com as exigências da FIFA. Farina, então, convocou 20 jogadores para a partida contra Tonga - 12 que jogavam em clubes australianos e 8 que atuavam na Europa. Porém, vários treinadores reclamavam da ausência de seus comandados - Gordon Strachan, então treinador do Coventry City (Inglaterra), apelou para que John Aloisi fosse liberado ou até excluído da convocação para repor a vaga do marroquino Mustapha Hadji, que estava suspenso.
Entre os jogadores que defendiam equipes do próprio país, a participação do meia Con Boutsianis era a principal dúvida antes do jogo, uma vez que ele enfrentava um julgamento por sua participação em um assalto em 1998. O Tribunal da Corte do estado de Victoria condenou o jogador por roubo e também o multou em 20 mil dólares australianos, mas foi liberado para atuar.
Antes do jogo, o volante Ned Zelić (que não jogava pelos Socceroos desde 1997) anunciou em entrevista que sua carreira na seleção estava encerrada e que teria interesse em jogar pela Croácia (país onde possui origens), mas que "não se tornaria possível" e o meia Paul Okon (capitão do time) optou em atuar pelo Middlesbrough, fazendo com que o zagueiro Kevin Muscat herdasse a braçadeira, apesar de seus problemas disciplinares.
O placar se manteve zerado até os 3 minutos de partida, quando a Austrália marcou o primeiro gol com Scott Chipperfield após cruzamento de Damian Mori, que faria o segundo aos 12 minutos, de cabeça. Aos 14, Aloisi faria seu primeiro gol no jogo, finalizando de fora da área com o pé esquerdo. Muscat, de pênalti, balançaria as redes de Tuahiva Fincfeuiaki pela quarta vez 3 minutos depois. Mori faria o segundo gol dele e o quinto da Austrália aos 23, chutando no ângulo do goleiro tonganês, e no minuto seguinte Aloisi faria o sexto gol, num cruzamento do próprio Mori.
Aos 30, Muscat faria o segundo gol dele e o sétimo da Austrália, também de pênalti. Aloisi fez seu hat-trick aos 37 minutos, finalizando de cabeça, e aos 39 Mori repetiu o feito, aproveitando cruzamento de Lindsay Wilson. O décimo gol veio aos 45, também com Aloisi.

### Segundo tempo
John Aloisi faria seu quinto gol aos 51 minutos, depois que a bola bateu em vários jogadores e finalizando cara a cara com Fincfeuiaki. Aos 54, Muscat faz o 12º gol australiano, novamente de pênalti, e Mori faria seu quarto gol, novamente de cabeça. O sexto (e último) gol de Aloisi no jogo veio aos 63 minutos, após um novo cruzamento de Wilson. Pouco depois, o técnico de Tonga, Gary Phillips (também australiano), queimou as 3 substituições de sua equipe, sacando Toakai Toto, Filisione Taufahema e Lokoua Taufahema e colocando Unaloto Feao, Solomone Moa e Timote Moleni.
Aos 65 minutos, o zagueiro Tony Popović faria o 15º gol da Austrália, e 4 minutos depois Farina colocou em campo Boutsianis e David Zdrilić nos lugares de Steve Corica e Mori, que tornaria-se o maior artilheiro da seleção até 2008, quando Tim Cahill o superou. Tony Vidmar balançou as redes de Tonga pela décima-sexta vez aos 73 minutos, Zdrilić deixou sua marca aos 77 após rebatida na grande área e Archie Thompson (substituto de Aloisi) faria o décimo-oitavo gol aos 80. Muscat, após rebote de Fincfeuiaki numa finalização de fora da área, faria seu quarto gol na partida.
O vigésimo gol australiano veio com Chipperfield, após um erro do goleiro tonganês, que deixou a bola escapar, enquanto Boutsianis, aos 85, faria seu primeiro gol com a camisa da seleção ao finalizar no ângulo. O último gol foi de autoria de Zdrilić, no final do jogo.

### Detalhes
| 9 de abril de 2001 | Tonga | 0 – 22 | Austrália | Estádio Internacional de Coffs Harbour, Coffs Harbour |
| 16:30 (UTC+10)     |       |        | Chipperfield 3' 84' · Mori 12' 22' 39' 57' · Aloisi 14' 23' 36' 45' 51' 63' · Muscat 17' (pen) 28' (pen) 54' (pen) 83' · Popović 65' · T. Vidmar 73' · Zdrilić 77' 90' · Thompson 79' · Boutsianis 85' | Público: 1 500 Árbitro: VAN Harry Attison             |

| Tonga | Austrália |

| Tonga         |    |                         |  |     |
|               |    |                         |  |     |
| GK            | 1  | Tuahiva Fincfeuiaki     |  |     |
| DF            | 2  | Kilifi Uele             |  |     |
| DF            | 3  | Toakai Toto             |  | 63' |
| DF            | 5  | Filisione Taufahema     |  | 63' |
| MF            | 6  | Halapua Falepapalangi   |  |     |
| MF            | 9  | Lokoua Taufahema        |  | 63' |
| MF            | 10 | Siua Maamaloa           |  |     |
| MF            | 11 | Akoli Mafi              |  |     |
| FW            | 16 | Hateni Manu             |  |     |
| FW            | 17 | Kaisani Uhatahi         |  |     |
| FW            | 19 | Teu Fakava              |  |     |
| Reservas      |    |                         |  |     |
|               | 4  | Unaloto Feao            |  | 63' |
|               | 15 | Timote Moleni           |  | 63' |
|               | 7  | Solomone Moa            |  | 63' |
|               | 8  | Ipeni Fonua             |  |     |
|               | 12 | Taniela Fonua           |  |     |
|               | 13 | Falame Ilangana         |  |     |
|               | 14 | Lopeti Halapoi Fuimaono |  |     |
|               | 18 | Penieli Moa             |  |     |
|               | 20 | Villiami Taufahema      |  |     |
| Treinador     |    |                         |  |     |
| Gary Phillips |    |                         |  |     |

| Austrália    |    |                    |  |     |
|              |    |                    |  |     |
| GK           | 18 | Clint Bolton       |  |     |
| DF           | 3  | Craig Moore        |  |     |
| DF           | 4  | Tony Popović       |  |     |
| DF           | 5  | Tony Vidmar        |  |     |
| DF           | 2  | Kevin Muscat       |  |     |
| MF           | 6  | Hayden Foxe        |  |     |
| MF           | 8  | Scott Chipperfield |  |     |
| MF           | 10 | Steve Corica       |  | 69' |
| MF           | 16 | Lindsay Wilson     |  |     |
| FW           | 9  | John Aloisi        |  | 73' |
| FW           | 19 | Damian Mori        |  | 69' |
| Reservas     |    |                    |  |     |
| MF           | 13 | Con Boutsianis     |  | 69' |
| MF           | 11 | David Zdrilic      |  | 69' |
| FW           | 20 | Archie Thompson    |  | 73' |
| GK           | 1  | Michael Petković   |  |     |
| MF           | 7  | Aurelio Vidmar     |  |     |
| DF           | 12 | Steve Horvat       |  |     |
| DF           | 14 | Simon Colosimo     |  |     |
| DF           | 15 | Fausto De Amicis   |  |     |
| DF           | 17 | Scott Miller       |  |     |
| Treinador    |    |                    |  |     |
| Frank Farina |    |                    |  |     |

## Reações sobre a partida
Logo após a partida, Frank Farina classificou a vitória como "embaraçosa" e pediu à OFC para revisar o formato das eliminatórias da Oceania para a Copa do Mundo, enquanto seu compatriota Gary Phillips questionou a necessidade da Austrália convocar um número expressivo de jogadores europeus.
Gordon Strachan, técnico do Coventry City, fez duras críticas à FIFA e à Federação Australiana de Futebol por terem mantido Aloisi na lista de convocados. Ele ainda afirmou que outros jogadores australianos que atuavam na Europa, inclusive o capitão Paul Okon e o goleiro Mark Schwarzer foram liberados para jogar enquanto o atacante não fosse utilizado.
Dick Advocaat, que treinava os zagueiros Popović e Craig Moore no Rangers (Escócia), também se mostrou chateado em relação a Farina, afirmando ainda que a Austrália "não precisava dos seus jogadores estrangeiros para vencer um jogo como esse". O técnico australiano rebateu as críticas de Advocaat